# Гюнтер, Альберт
Альберт Карл Людвиг Готгельф Гюнтер (1830—1914) — зоолог, работавший в основном в Британии, ихтиолог и герпетолог, член Лондонского королевского общества.

## Краткая биография
Альберт Гюнтер родился 3 октября 1830 года в Эсслинген-на-Неккаре в Швабии, (Вюртемберг). Изучал богословие в Берлине и Бонне. В Тюбингене Гюнтер изучал медицину. Получил докторскую степень за исследование рыб Неккара (1853)).
В 1857 году Гюнтер переселился в Лондон и стал ассистентом при зоологическом отделении Британского музея, занимался ихтиологией, а после смерти Джона Эдуарда Грея в 1875 стал директором этого отделения (занимал должность до 1895 года).
В 1865 году Гюнтер основал ежегодное издание Records of zoological litterature, первые 6 тт. которого издал сам. Главная работа Альберта Гюнтера — восьмитомный «Каталог рыб» (англ. Catalogue of Fishes, (1859—1870)). Также он изучал рептилий и амфибий из музейной коллекции.
Гюнтер был избран в члены Королевского Общества в 1867 году и был его вице-президентом в 1875—1876 годах. Получил британское гражданство в 1874 году. Почти сорок лет (1868—1905) он входил в совет Зоологического Общества. В 1877 году он был избран в члены Линнеевского Общества, и был его президентом в 1896—1900 годах.
Альберт Гюнтер умер 1 февраля 1914 года в Кью (англ. Kew Gardens, тогда в Суррее, здесь находятся Королевские ботанические сады).
Сын Альберта Гюнтера — Роберт Гюнтер — известен как историк науки.

## Сочинения
Кроме многочисленных статей в специальных изданиях, Гюнтер написал:
- «Catalogue of the colubrins snakes» (1857)
- «Cat. of the Batrachia salientia» (1857)
- «Reptiles of British India» (1864)
- «Catalogue of fishes» (1859—1870)
- «The gigantic land-tortoises» (1877)
- «Introduction to the study of fishes» (1880; переработано Хайеком[англ.] и другими в немецкое издание «Handbuch der Ichthyologie» (1885)